# Олексіївка (Черемисиновський район)
Олексіївка (рос. Алексеевка) — присілок в Черемисиновському районі Курської області Російської Федерації.
Населення становить 0 осіб. Входить до складу муніципального утворення Стакановська сільрада.

## Історія
Населений пункт розташований на території українського етнічного та культурного краю Східна Слобожанщина.
Від 2004 року входить до складу муніципального утворення Стакановська сільрада.

## Населення
| 2002 | 2010 |
| ---- | ---- |
| 2    | ↘0   |